# 22.º Prêmio Jabuti
O 22º Prêmio Jabuti foi realizado em 1980, premiando obras literárias referentes a lançamentos de 1979.

## Prêmios
Os premiados foram:
- Fernando Sabino, O grande mentecapto - Romance
- Modesto Carone, Contos/crônicas/novelas
- Sebastião Uchoa Leite, Poesia
- Sérgio Buarque de Holanda, Estudos literários (Ensaios)
- Fernando Gabeira, Biografia e/ou memórias
- Mário Leônidas Casanova, Autor revelação – Literatura adulta
- Bruno Palma, Tradução de obra literária
- Elvira Vigna, Literatura infantil
- Haroldo Bruno, Literatura juvenil
- Eduardo Etzel, Ciências humanas (exceto Letras)
- Marcelo de Moura Campos, Ciências exatas
- José Hortêncio de Medeiros Sobrinho, Ciências naturais
- Luiz Geraldo Mialhe, Ciências (Tecnologia)
- Bernard Aubert, Tradução de obra científica
- Afonso Ávila, João Marcos Contijo e Reinaldo Guedes, Melhor produção editorial – Obra avulsa
- Jornal do Brasil, Rádio Jovem Pan, Revista Veja e TV Cultura, Melhor crítica e/ou notícia literária jornais
- Ary Quintela, Prêmio Jannart Moutinho Ribeiro
- Gilberto Freyre, Personalidade literária do ano

## Ver Também
- Prêmio Prometheus
- Os 100 livros Que mais Influenciaram a Humanidade
- Nobel de Literatura